# ジャクソン (ミシシッピ州)

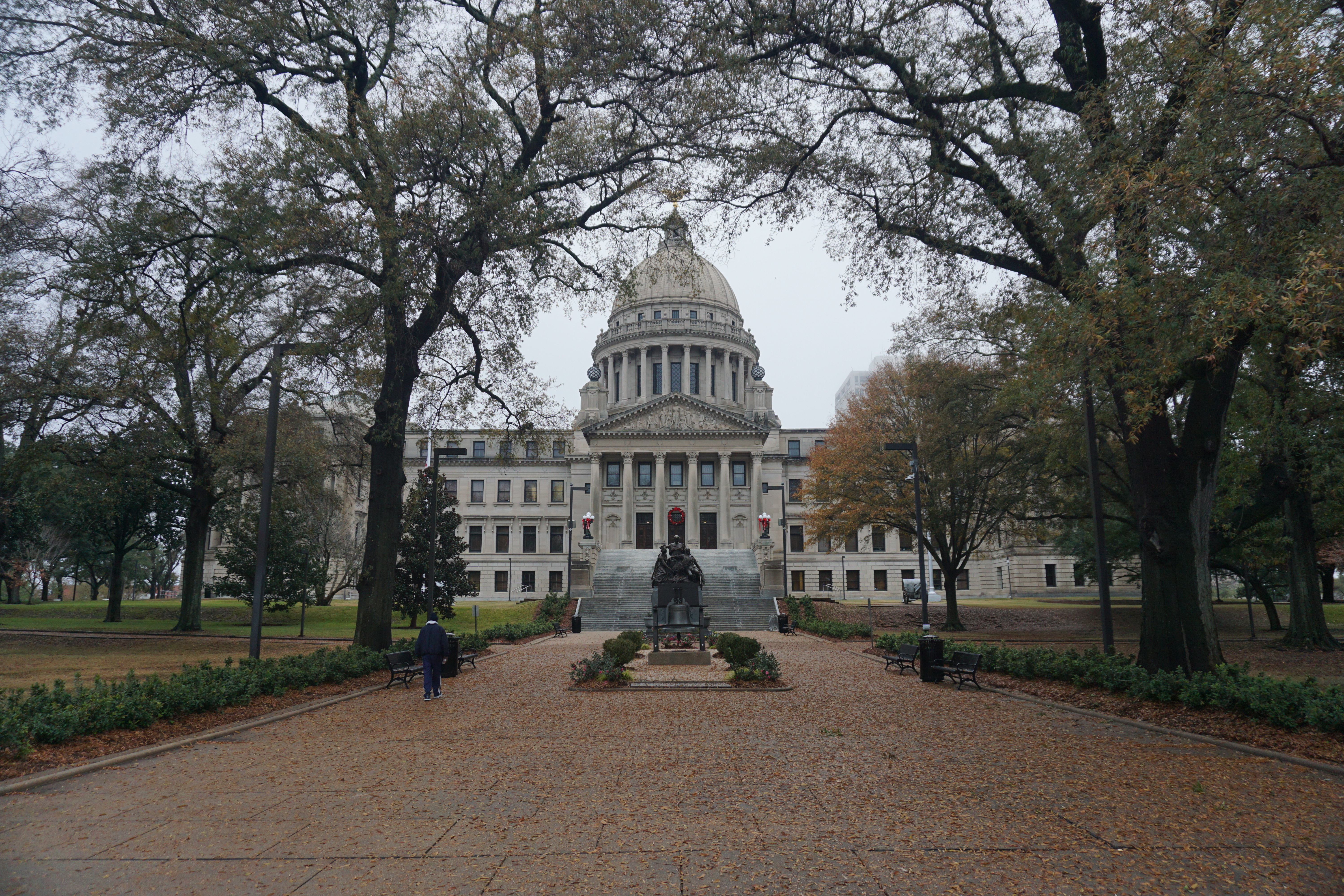
ミシシッピ州会議事堂

ジャクソン（英語: Jackson）は、アメリカ合衆国ミシシッピ州の州都。人口は15万3701人（2020年）で、州内最大の都市である。

## 歴史
1821年、ミシシッピ州議会は新しい州都を建設する決定をした。当時の州都はナチェズだったが、議会を州の地理的中心部に移転すべきという意見が強かった。建設地はパール川西岸の平原が選ばれた。市名はアンドリュー・ジャクソン大統領に因む。
ミシシッピ州の経済活動はミシシッピ川の水運に依存しており、ナチェズを初め主要都市はミシシッピ川沿いに集まっていた。ジャクソンには1840年に鉄道が開通し綿花の集散地となったが、町の発展は非常にゆっくりしたものだった。
1863年には南北戦争の戦禍を被り、多くの建物が破壊された。ジャクソンは北軍の司令官ウィリアム・シャーマン率いる軍勢に包囲され砲撃を受けた。シャーマンは幾つかの施設を司令部として使うため砲撃目標から外した。
戦後の復興の過程で黒人の地位が次第に向上した。1903年に新議事堂が完成し旧議事堂を置き換えた。
1920年代に天然ガスが発見され、油田の試掘を行う企業が次々に設立された。ジャクソンの人口は急増し、メリディアンを抜いて州内最大となった。石油、ガス、食品、木材、ガラス加工などの産業が興った。
今日、ジャクソンはミシシッピ州の政治・経済・文化の中心として機能している。戦禍を免れた市庁舎や南部時代のガス灯などは観光名所となっている。また、ニューオーリンズやメンフィスなどの都市と同様、独特の文化が根付いており、ジャズやブルースなどの音楽活動が盛んである。

## 地理
ジャクソン市内をパール川が流れており、川の源泉はロス・バーネット貯水池である。貯水池はジャクソンの北東にあり、マディソン郡とランキン郡の境にある。
アメリカ合衆国統計局によると、この都市は総面積276.7km2である。このうち271.7km2が陸地で5.0km2が水地域である。総面積の1.80%が水地域となっている。
温帯湿潤気候に属し、年平均気温は18.4 ℃、年平均降水量は1249.7ミリメートル。

## 交通
- 空港：ジャクソン・エヴァース国際空港が市街地の東10キロメートルにある。

- 鉄道：ユニオン駅にはアムトラックの長距離列車シティ・オブ・ニューオーリンズが停車する。

- 道路：州間高速道路20号線と州間高速道路55号線のジャンクションがある。

## スポーツ
ジャクソン大都市圏に含まれるランキン郡のパールには、アトランタ・ブレーブス傘下のミシシッピ・ブレーブス（マイナーリーグAAのサザンリーグ）が本拠地を置いている。

## 人口動勢
2000年国勢調査で、この都市は人口184,256人、67,841世帯および44,503家族が暮らしている。人口密度は678.2/km2である。278.5/km2の平均的な密度に75,678軒の住宅が建っている。この都市の人種的な構成は白人27.79%、アフリカ系アメリカ人70.64%、先住民0.13%、アジア系0.57%、太平洋諸島系0.01%、その他の人種0.19%および混血0.67%である。人口の0.79%はヒスパニック系である。
67,841世帯のうち、33.7%が18歳未満の子供と一緒に生活しており、35.4%は夫婦で生活している。25.3%は未婚の女性が世帯主であり、34.4%は結婚していない。28.9%は1人以上の独身の居住者が住んでおり、9.0%は65歳以上で独身である。1世帯の平均人数は2.61人であり、結婚している家庭の場合は3.24人である。
この都市内の住民は28.5%が18歳未満の未成年、18歳以上24歳以下が12.4%、25歳以上44歳以下が29.1%、45歳以上64歳以下が19.1%および65歳以上が10.9%にわたっている。中央値年齢は31歳である。女性100人ごとに対して男性は86.9人である。18歳以上の女性100人ごとに対して男性は81.5人である。
この都市の世帯ごとの平均的な収入は30,414米ドルであり、家族ごとの平均的な収入は36,003米ドルである。男性は29,166米ドルに対して女性は23,328米ドルの平均的な収入がある。この都市の一人当たりの収入（per capita income）は17,116米ドルである。人口の23.5%および家族の19.6%は貧困線以下である。全人口のうち18歳未満の33.7%および65歳以上の15.7%は貧困線以下の生活を送っている。
2020年アメリカ合衆国国勢調査によれば、ジャクソンの人口の約82パーセントはアフリカ系アメリカ人だった。

## 関係者
- ユードラ・ウェルティ：作家
- リチャード・ライト：小説家

## 姉妹都市
- 嘉義市（中華民国）